# Койвусаарі (станція метро)
60°09′49.4″ пн. ш. 024°51′13.0″ сх. д. / 60.163722° пн. ш. 24.853611° сх. д.
Койвусаарі (фін. Koivusaaren metroasema, швед. Björkholmens metrostation) — одна з восьми станцій Гельсінського метрополітену , що відкрилася в складі нової ділянки 18 листопада 2017 року. Станція розташована в західній частині району Лауттасаарі, між островами Лауттасаарі і Койвусаарі (через що так станцію назвали), розташована між станціями Лауттасаарі до якої 1,6 км і Кейланіемі до якої 2,3 км.
Станція має 3 найдовші ескалатори у Фінляндії — 76,2 метри завдовжки, та 2 ліфта фунікулероподібних (щось на кшталт Одеського фунікулеру). Розташована паралельно шосе 51. Планований пасажирообіг — 8000 осіб.
- Конструкція: Односклепінна станція глибокого закладення (глибина закладення — 33,5 м[2]) з однією острівною платформою.
- Оздоблення: Кольорова гамма оздоблення станції — блакить, що символізує кригу та воду.
- Пересадка на автобуси: 20, 20N, 112N, 115A, 555.

## Цікаві факти
- Койвусаарі - найзахідніша станція в Гельсінкі, наступна станція Кейланіемі знаходиться вже у місті Еспоо.
- Єдина в світі станція, розташована під водою..[3]
- Найглибша станція в Гельсінському метро (глибина закладення — 33,5 м).

## Примітки

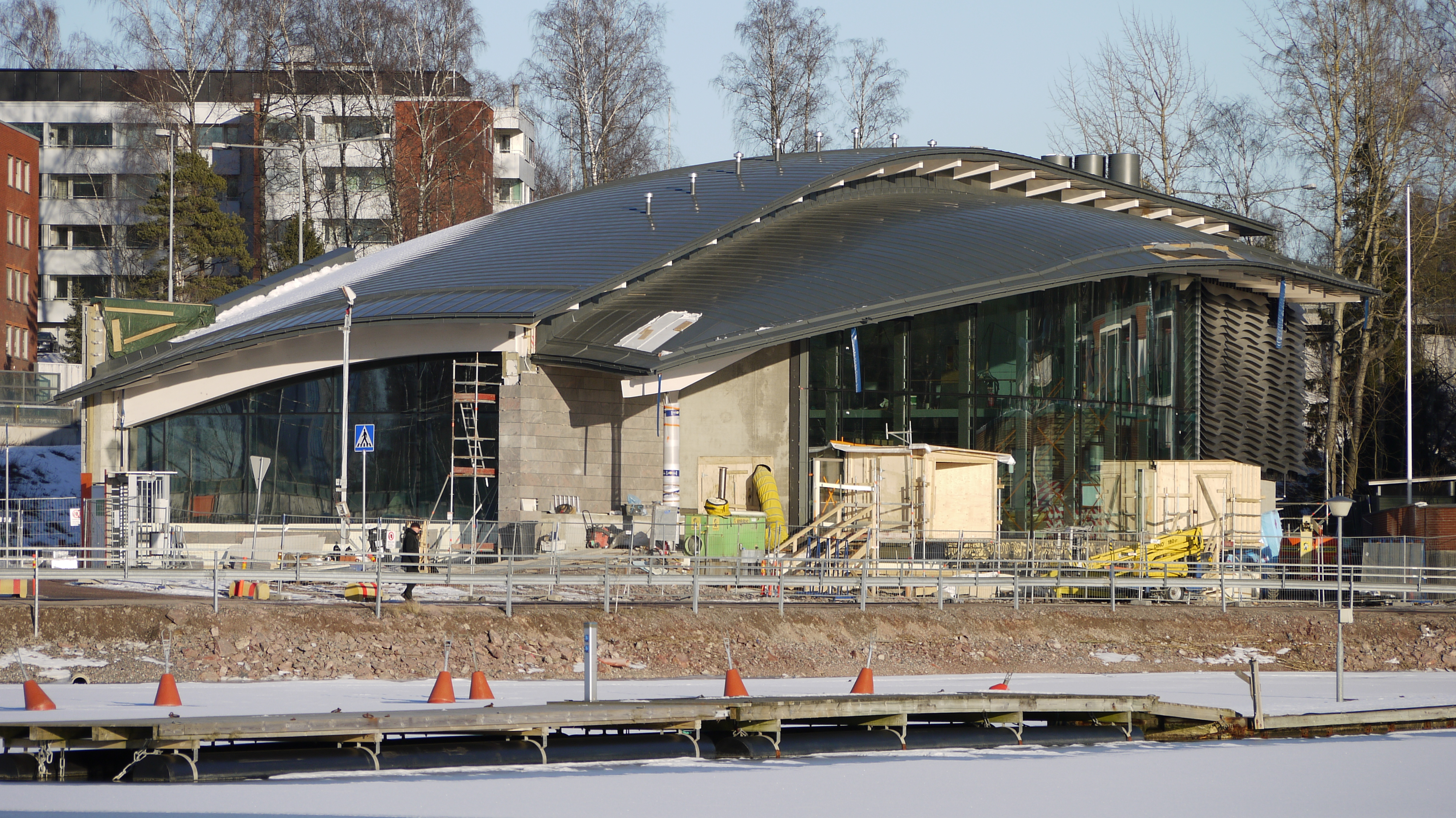
Павільйон станції Койвусаарі